# Claviphantes
Claviphantes là một chi nhện trong họ Linyphiidae.